# 利夫里-卢韦尔西
利夫里-卢韦尔西（法語：Livry-Louvercy，法語發音：[livʁi luvɛʁsi]）是法国马恩省的一个市镇，位于该省中北部，属于香槟沙隆区。该市镇于1964年由原市镇利夫里（Livry）和卢韦尔西（Louvercy）合并而成。

## 地理
利夫里-卢韦尔西（49°6'51"N, 4°18'28"E）面积30.74 平方千米，位于法国大東部大區马恩省，该省份为法国东北部内陆省份，北起阿登省，西北接埃纳省，西南接塞纳-马恩省，南至奥布省，东南接上马恩省，东临默兹省。
与利夫里-卢韦尔西接壤的市镇（或旧市镇、城区）包括：大比利、布伊、莱格朗德洛日、大穆尔默隆、小穆尔默隆、塞特索、沃德芒日。

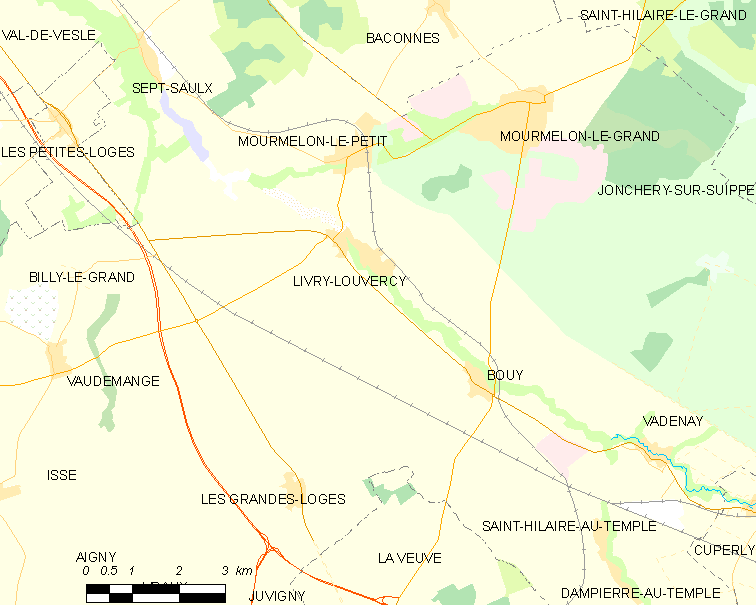
利夫里-卢韦尔西的OSM定位图

利夫里-卢韦尔西的时区为UTC+01:00、UTC+02:00（夏令时）。

## 行政
利夫里-卢韦尔西的邮政编码为51400，INSEE市镇编码为51326。

## 政治
利夫里-卢韦尔西所属的省级选区为穆尔默隆-韦勒-香槟山县。

## 人口

1962-2008年间利夫里-卢韦尔西人口变化图示

利夫里-卢韦尔西于2022年1月1日时的人口数量为1083人。